# Robinson-Gruppe (attische Vasenmaler)
Die Robinson-Gruppe ist eine mit einem Notnamen bezeichnete Gruppe attischer Vasenmaler, die um 430 bis 420 v. Chr. Panathenäische Preisamphoren produzierte. Benannt ist sie nach drei Amphoren, die sich ehemals in der Sammlung von David Moore Robinson befanden.
Die Gefäße sind in der Tradition der Preisamphoren schwarzfigurig dekoriert, zu einer Zeit, als eigentlich nur noch rotfigurige Vasen produziert wurden. Die Vasen lassen sich aus stilistischen Gründen dem Kleophon-Maler und seinem Umkreis zuweisen.